# トレスコーレ・バルネアーリオ
トレスコーレ・バルネアーリオ（伊: Trescore Balneario  ( 音声ファイル)）は、イタリア共和国ロンバルディア州ベルガモ県にある、人口約9,500人の基礎自治体（コムーネ）。
温泉地であり、源泉は3つある。効能は呼吸器疾患、関節痛、リウマチなど。

## 地理

### 位置・広がり
ベルガモ県のコムーネ。県都ベルガモから東へ13km、ブレシアから西北西へ34km、州都ミラノから東北東へ57kmの距離にある。

#### 隣接コムーネ
隣接するコムーネは以下の通り。
- アルビーノ
- カロッビオ・デッリ・アンジェリ
- チェナーテ・ソプラ
- チェナーテ・ソット
- クレダーロ
- エントラーティコ
- ガンドッソ
- ゴルラーゴ
- ルッツァーナ
- サン・パオロ・ダルゴーン
- ザンドッビオ

### 地震分類
イタリアの地震リスク階級 (it) では、3 に分類される
。

## 行政

### 山岳部共同体
広域行政組織である山岳部共同体「ラーギ・ベルガマスキ山岳部共同体」  (it:Comunità montana dei Laghi Bergamaschi)  （事務所所在地：ローヴェレ）を構成するコムーネである。

## 姉妹都市
- Zuera、スペイン
- Čelákovice、チェコ